# Michèle Rakotoson
Michèle Rakotoson, est née le 14 juin 1948 à Antananarivo, à Madagascar, est une écrivaine, romancière, dramaturge, journaliste et militante malgache, Michèle publie une dizaine de romans et des pièces de théâtre en malgache, mais elle a également été responsable de la partie littéraire de la « Revue Noire».  

## Biographie
Née le 14 juin 1948 à Antananarivo, à Madagascar, Michèle Rakotoson est issue de la bourgeoisie protestante de la ville, d'un père journaliste et d'une mère bibliothécaire, Michèle se lance plus tard dans le journalisme, la dramaturgie et l'écriture. Ainsi marquée par le protestantisme et les quakers, elle effectue sa scolarité au lycée Jules Ferry d'Antananarivo et devient professeure de lettres et metteuse en scène à Madagascar mais elle quitte le pays en 1983 pour des raisons politiques.  Par la suite, elle arrive à Paris où  elle obtient un DEA en sociologie et se retrouve responsable des manifestations littéraires à Radio France internationale. Elle devient alors journaliste pour la radio (RFI et France Culture)  mais aussi pour la télévision française  (RFO) et internationale.
Fin 2010, Michèle Rakotoson est de retour à Madagascar. Elle écrit « qu'elle apprend beaucoup de choses que Paris commençait à lui faire oublier. ». En 2011, Michèle Rakotoson, en collaboration avec Nicolas Vatomanga et son groupe, participe activement à la création d'un concept original : le Projet Slam Jazz (Slamjazz Projekt), une nouvelle forme d'art qui associe le poème improvisé (Slam) avec la musique improvisée (Jazz). L'écrivaine s'implique avec d'autres artistes dans des projets culturels locaux comme le Projet Slam Jazz ou l'opération Bokiko. Elle devient la marraine d'associations malgaches. En 2013, elle bénéficie d'une résidence à la maison des auteurs et autrices des francophonies. En 2016, elle est la marraine de La Dictée francophone organisée chaque année par France-Québec dans le cadre de la Semaine de la langue française.

## Activité associative
Pour soutenir les jeunes auteurs malgaches et promouvoir l'édition à Madagascar, Michèle Rakotoson et l'éditeur Manantsoa Raparison ont créé l'opération Bokiko, une association d'acteurs culturels et d'écrivains,. Ce projet, qui a débuté en 2008, organise des ateliers d'écriture encadrés par des professionnels, publie des œuvres et organise des caravanes de livres pour rapprocher la littérature des habitants. Un projet qui soutient les jeunes auteurs malgaches à promouvoir leurs œuvres, mais aussi l'édition à Madagascar. Michèle Rakotoson ajoute lors d'un reportage sur une exposition consacrée à ses œuvres que la clé de l'écriture est la lecture et l'ouverture au monde.  

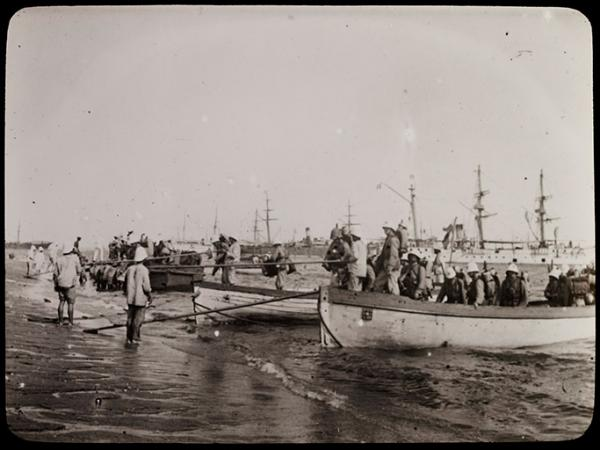
Débarquement du 200e régiment d'infanterie à Madagascar, 1894-1895

Elle est marraine d’associations malgaches, notamment NGM (Nouvelle génération malgache), Hetsika Diaspora et Respir. En 2002, elle dirige l’équipe de communication du CIDDM (comité démocratie à Madagascar).  Elle est également conseillère pour des manifestations malgaches en France.

## Regards sur l’œuvre
Elle se consacre à l'écriture de l'histoire de son pays, et développe la notion de « mal insulaire », une notion qui aborde des thèmes engagés tels que la colonisation ou encore l'esclavage et l'expédition de Madagascar. Thomas C. Spear, du site Île en île, indique qu'elle « revisite les traditions et les coutumes [...] non sans une certaine révolte dans l’évocation des injustices racistes et sociales du pays, et la dégradation de son environnement naturel. »
Karin Schwerdtner, professeure agrégée à l'Université Western Ontario, dans son analyse des entretiens avec Michèle Rakotoson, déclare que  « Le voyage dans l'espace et la mémoire marque de façon magistrale l'œuvre intégrale de Rakotoson, en particulier ses écrits de prose. ». Schwerdtner note aussi qu'à travers ses récits de voyage, Juillet au pays: Chroniques d'un retour à Madagascar . Chroniques d'un retour à Madagascar et Passeport pour Antananarivo. Tana la belle, Rakotoson recherche les traces du passé esclavagiste et colonial de Madagascar.

## Ouvrages

### Romans
- Le Bain des reliques : roman malgache, Paris, Karthala, 1988, 146 p. (ISBN 9782865372188 et 2865372189, OCLC 462175297, lire en ligne)
- Elle, au printemps : roman, Saint-Maur, Éditions Sépia, coll. « Collection Sépia poche », 1996, 122 p. (ISBN 9782907888646 et 2907888641, OCLC 917181757, lire en ligne)
- Henoÿ, fragments en écorce : roman, Editions Luce Wilquin, coll. « Collection Sméraldine », 2010, 123 p. (ISBN 9782882531155 et 288253115X, lire en ligne)
- Lalana : roman, Tour d'aigues, Ed. de l'Aube, coll. « Regards croisés », 2003, 198 p. (ISBN 9782876787834 et 2876787830, OCLC 716477926, lire en ligne)
- Ambatomanga, le silence et la douleur (Cet ouvrage est présenté au 14ème prix Ivoire francophone) (fiction historique), Boulogne-Billancourt, Atelier des nomades, 2022, 267 p. (ISBN 9782919300594 et 2919300598, OCLC 1343654255, lire en ligne)[19],[20].

### Récits
- Juillet au pays : [chroniques d'un retour à Madagascar], Bordeaux, Elytis, 2007, 202 p. (ISBN 9782914659888 et 2914659881, OCLC 226165962, lire en ligne)
- Passeport pour Antananarivo : Tana la belle, Bordeaux, Elytis, coll. « Visas », 2011 (ISBN 9782356390547 et 2356390545, OCLC 727105738, lire en ligne)
- Madame à la campagne : chroniques malgaches, Paris, Éditions Dodo vole, coll. « Collection Dodo plumitif », dl 2015, 83 p. (ISBN 9791090103245, lire en ligne)

### Nouvelles
- Dadabé et autres nouvelles, Paris, Karthala, coll. « Lettres du Sud (Paris. 1983) », 1984, 100 p. (ISBN 9782865370764 et 2865370763, OCLC 489622727, lire en ligne)

### Littérature jeunesse
- Tovonay, l'enfant du Sud, Saint-Maur-des-Fossés, Éd. Sépia, coll. « Sépia poche (Saint-Maur-des-Fossés) », dl 2010, 124 p. (ISBN 978-2-84280-159-5 et 2-84280-159-8, OCLC 690358785, lire en ligne)[21]

### Vidéo
- Dolorosa (vidéo-danse de Dorris Haron Kasco, chorégraphie de Massadi Adiatou, groupe N'Soleh), Revue Noire (no 19) (lire en ligne)

### Théâtre
- avec le Concours Théâtral Interafricain (1967-1992), Sambany, Paris, Radio-France internationale, 1979 (OCLC 491273856, lire en ligne)
- avec Annick Beaumesnil (le texte intégral de deux pièces), La maison morte et Un jour, ma mémoire, Paris, Harmattan, coll. « Théâtre sud », 1991, 174 p. (ISBN 9782738409065 et 2738409067, OCLC 2738409067, lire en ligne)[22]
- Le fripon de l'Océan Indien (pièce de Michèle Rakotoson documents d'information), 2005 (OCLC 494767712, lire en ligne)[22]

## Distinctions
- 2012 : l'Académie française lui remet la Grande médaille de la francophonie pour l'ensemble de son œuvre[23] ;
- 2012 : elle est nommée Commandeur des arts et des lettres Malgaches[20] ;
- 2023 : elle obtient le Prix Orange du livre en Afrique pour Ambatomanga, Le silence et la douleur[24].